# Kuriakose Bharanikulangara
Kuriakose Bharanikulangara (Karippassery, 1º de fevereiro de 1959) é arcebispo ad personam de Faridabad.
Kuriakose Bharanikulangara foi ordenado sacerdote em 18 de dezembro de 1983. Papa Bento XVI nomeou-o Arcebispo ad personam de Faridabad em 6 de março de 2012.
O Arcebispo Maior de Ernakulam-Angamaly, George Cardeal Alencherry, o consagrou em 26 de maio do mesmo ano; Os co-consagradores foram Vincent Michael Concessao, Arcebispo de Delhi, e Thomas Chakiath, Bispo Auxiliar de Ernakulam-Angamaly. 